# Victoria Rosport
Victoria Rosport (lux. Victoria Rouspert) is een Luxemburgse voetbalclub uit Rosport. Het Stade du Camping is de thuisbasis en ligt aan de oever van de Sûre, aan de grens met Duitsland. Het stadion heeft meermaals sponsornamen gehad. De clubkleur is rood.

## Geschiedenis
De club werd op 1 oktober 1928 opgericht en komt vooral uit in de lagere reeksen. In 1969 promoveerde de club naar de derde klasse en in 1987 naar de tweede klasse. Het duurde tot 2002 vooraleer Victora Rosport naar de Nationaldivisioun promoveert. Het hoogtepunt van de geschiedenis wordt in het seizoen 2004/05 bereikt als een vierde plaats in de eindrangschikking recht geeft op Europees voetbal. 
In 2007/08 was de dorpsclub dicht bij de winst van de Beker van Luxemburg, maar uitgerekend regiogenoot CS Grevenmacher was met 4-1 te sterk in de finale. Datzelfde jaar degradeert het naar de Éirepromotioun. Sinds 2014/15 speelt het weer in de hoogste klasse.
Tijdens de Europese overstromingen in 2021 stroomde het stadionnetje van Victoria over. De rivier de Sûre kon de overvloedige neerslag niet meer vervoeren, waarna het water een meter hoog op het veld kwam te staan.

## Eindklasseringen vanaf 1946
| 3 |

| 7 |

| 2 |

| 4 |

| 8 |

| 1 |

| 6 |

| 4 |

| 6 |

| 4 |

| 4 |

| 3 |

| 1 |

| 11 |

| 6 |

| 1 |

| 8 |

| 10 |

| 12 |

| 8 |

| 1 |

| 4 |

| 3 |

| 5 |

| 2 |

| 7 |

| 5 |

| 5 |

| 6 |

| 13 |

| 11 |

| 2 |

| 7 |

| 1 |

| 8 |

| 7 |

| 2 |

| 6 |

| 6 |

| 4 |

| 3 |

| 1 |

| 4 |

| 6 |

| 1 |

| 2 |

| 5 |

| 1 |

| 5 |

| 1 |

| 5 |

| 4 |

| 5 |

| 12 |

| 1 |

| 4 |

| 2 |

| 9 |

| 8 |

| 4 |

| 10 |

| 12 |

| 13 |

| 8 |

| 6 |

| 4 |

| 5 |

| 4 |

| 1 |

| 6 |

| 11 |

| 9 |

| 12 |

| 11 |

| 9 |

| 13 |

| 12 |

| 11 |

| 7 |

| 11 |

| Nationaldivisioun | Éirepromotioun | 1. Divisioun | 2. Divisioun | 3. Divisioun |

## Victoria in Europa
#R = #ronde, T/U = Thuis/Uit, W = Wedstrijd, PUC = punten UEFA coëfficiënten .
Uitslagen vanuit gezichtspunt Victoria Rosport
| Seizoen                                                    | Competitie    | Ronde | Land            | Club         | Totaalscore | 1e W    | 2e W    | PUC |
| ---------------------------------------------------------- | ------------- | ----- | --------------- | ------------ | ----------- | ------- | ------- | --- |
| 2005/06                                                    | Intertoto Cup | 1R    | Vlag van Zweden | IFK Göteborg | 2-5         | 1-2 (T) | 1-3 (U) | 0.0 |
| Totaal aantal behaalde punten voor UEFA coëfficiënten: 0.0 |               |       |                 |              |             |         |         |     |